# Unzial 047
Der Unzial 047 (nach Gregory-Aland; von Soden ε 95) ist eine griechische Handschrift des Neuen Testaments, die auf das 8. Jahrhundert datiert wird. Die Handschrift ist nicht vollständig erhalten geblieben.

## Beschreibung
Die Handschrift besteht aus den vier Evangelien auf 152 Pergamentblättern mit einigen Lücken (Matt. 2,15–3,11; 28,10–20; Markus 5,40–6,18; 8,35–9,19; Johannes 2,17–42; 14,7–15,1; 18,34–21,25). Sie hat ein Format von 20,5 × 15,2 cm. Der Text steht in einer Spalte mit 37–38 Zeilen in Kreuzform, in kleinen Buchstaben. Das Pergament ist derb, die Tinte ist braun.
Sie enthält Prolegomena, κεφαλαια, Ammonianische Abschnitte (Markus 237), Eusebischer Kanon.

## Text
Der griechische Text des Codex repräsentiert den byzantinischen Texttyp. Er wird der Kategorie V zugeordnet.
Matt 16,2b-3 ist nicht vorhanden; Johannes 5,3-4 hat Obelus am Rande, Joh 7, 53 bis 8,11 trägt keine Zeichen.

## Geschichte
Der Codex wird im Princeton University (Library Med. and Ren. Mss, Garrett 1) in Princeton (New Jersey) aufbewahrt.

## Bibliographie
- Kenneth W. Clark, A Descriptive Catalogue of Greek New Testament Manuscripts in America (Chicago, 1937), S. 61–63.
- Bruce M. Metzger, Manuscripts of the Greek Bible: An Introduction to Greek Palaeography, Oxford University Press, Oxford, 1991, S. 98.